# Nature morte aux fruits
Nature morte aux fruits est un tableau peint entre 1601 et 1605 et conservé en collection privée. Il est parfois attribué au peintre Caravage, bien que cette attribution soit loin de faire l'unanimité.

## Historique
Cette œuvre attribuée à Caravage par certains historiens de l'art comme John Varriano a été diversement datée entre 1601 et 1605. Le tableau a été « redécouvert » en 1992 lors de son passage en vente aux enchères, attribué à « un suiveur de Caravage ». Après avoir été exposé au public plusieurs années grâce à des prêts successifs dans divers musées américains et australiens, il repasse en vente publique en 2013, sous une attribution prudente à « l'école romaine » du début du XVIIe siècle.

## Provenance
La présence du tableau est attestée pour la première fois dans les collections du cardinal Barberini en 1671, comme « aux mains » du peintre. Si l’on ignore comment Barberini en est devenu le possesseur, on sait qu’il a acheté une partie de la collection du cardinal Francesco Maria del Monte, premier mécène de Caravage, à sa mort en 1627. Ce tableau pourrait donc avoir été une commande de del Monte. Une autre possibilité est qu’en 1644, le cardinal Antonio Barberini a hérité de la Nature morte aux fruits de son oncle, le pape Urbain VIII, grand mécène et collectionneur d’art chevronné. Il est établi qu’Urbain VIII a acquis en 1603, alors qu’il était encore cardinal, un certain nombre de tableaux directement à Caravage. Partageant les mêmes dimensions et de la même palette que le Sacrifice d’Isaac — connu pour avoir fait partie de ce groupe et datant de la même période dans la carrière de Caravage — la Nature morte aux fruits aurait facilement pu faire partie du lot. 

## Contexte

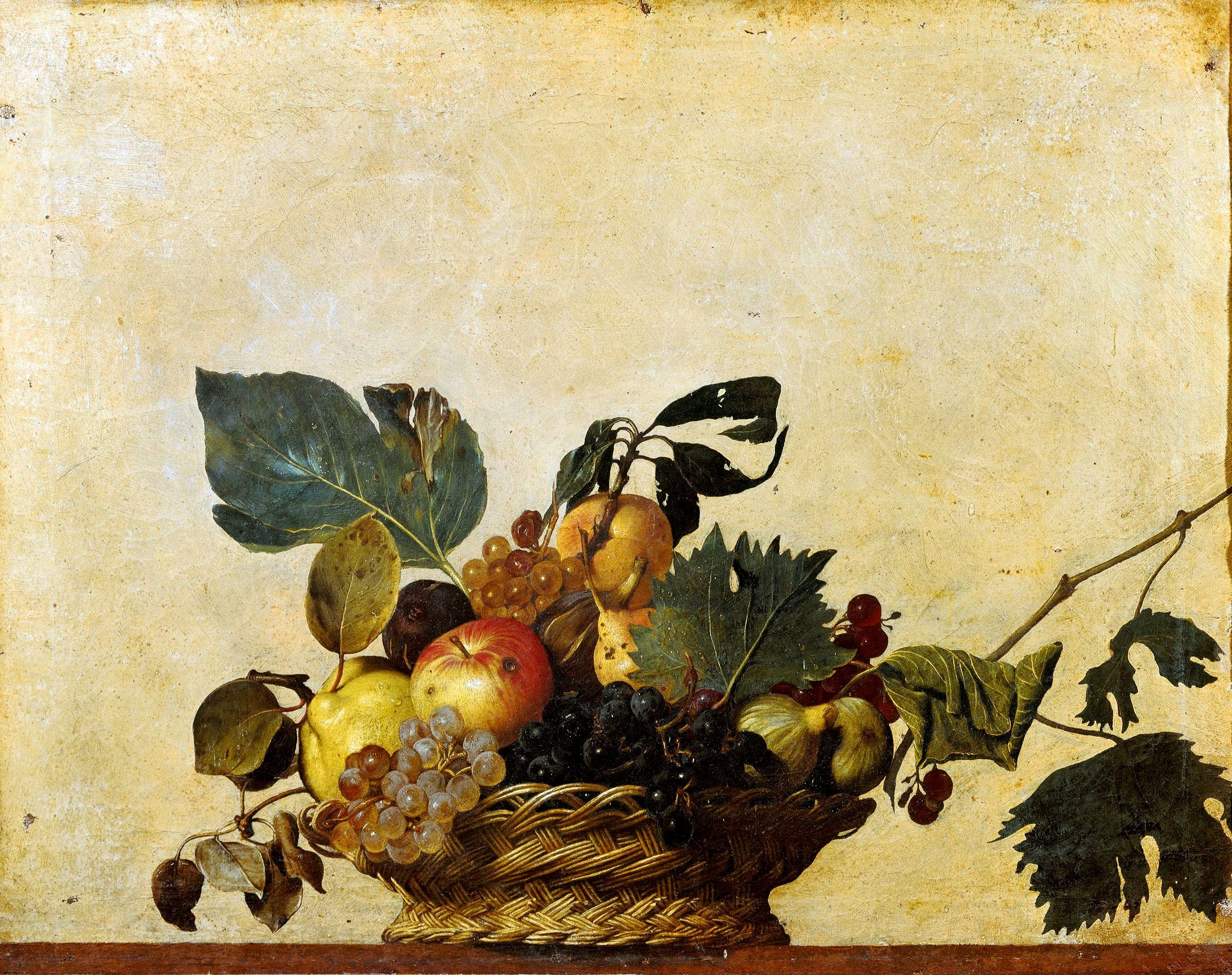
La Corbeille de fruits de Caravage, conservée à la Pinacothèque Ambrosienne de Milan.

Caravage est reconnu pour avoir inventé la nature morte moderne, un genre à ses débuts dans les premières années du XVIIe siècle à Rome où la nature morte existait à l’Antiquité, mais avait disparu au Moyen-Âge. Bien que Caravage ait très fréquemment incorporé des éléments de nature morte dans ses œuvres, seules la Nature morte aux fruits et la Corbeille de fruits conservée à la Pinacothèque Ambrosienne de Milan ont été identifiées, à ce jour, comme natures mortes indépendantes dues au pinceau de Caravage. Tant l’extraordinaire virtuosité de son exécution que la complexité de signification proposée par sa composition ont valu à la Nature morte aux fruits d’être qualifiée par certains chercheurs d’« image capitale pour l’artiste » et de « premier chef-d’œuvre de la nature morte ».

## Description
La Nature morte aux fruits montre, à gauche, divers fruits et légumes — prunes, pêches, pommes, poires, raisin — dans un panier en osier posé sur une table en pierre, sous l’habituel puits de lumière forte mais douce tombant du haut à gauche, « comme à travers un trou dans le plafond » dont était coutumier Caravage dans son œuvre. De grands melons, des courges et des citrouilles ; une pastèque et un potiron coupés ouverts de façon à montrer l’intérieur, de longues gourdes tordues qui paraissent vouloir échapper à l’espace bidimensionnel de la représentation, occupent la majeure partie de l’espace.

## Analyse

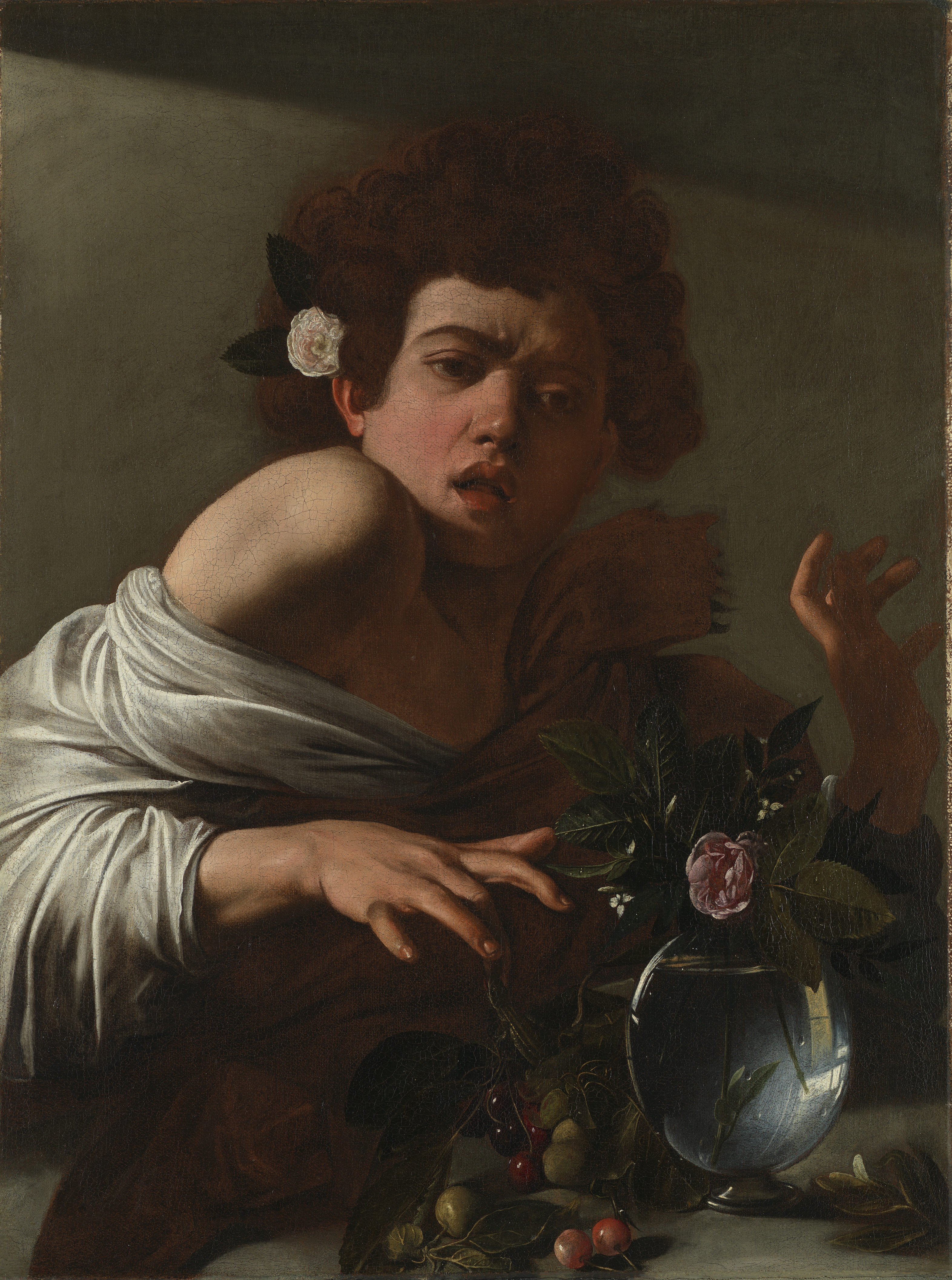
Garçon mordu par un lézard, à la National Gallery de Londres.

Au premier degré, ce tableau peut se lire comme une étude de la texture, de la forme et de la lumière relevant du morceau de bravoure, la symbologie des fruits et des légumes était riche et complexe à la Renaissance et, compte tenu de cet élément, le fait que tant de tableaux caravagiens simples en apparence comportent, en fait, comme le Garçon mordu par un lézard, des messages codés. Plusieurs commentateurs ont noté la suggestivité visuelle des fruits et des melons fraichement coupés, et les contorsions des courges protubérantes. Les botanistes affirment que les quelque dix-sept différentes espèces de fruits et légumes dépeints, y compris leurs prédations insectivores identifiables et les ravages de la maladie, dans la douzaine de tableaux laissée par le Caravage, offrent une perspective unique sur l’horticulture de son époque. Dans la plupart de ces représentations, la signification iconographique du fruit est minime, mais dans la Nature morte aux fruits, le caractère sexuel du message est clair. L’érotisation des figues, pêches, melons, et autres courges était une pratique particulièrement fréquente à l’époque allant de Raphaël (1483-1520) à Caravage (1571-1610). Les melons, les grenades, les courges, les figues et les autres fruits sont disposés de manière à suggérer l’intumescence sexuelle et la réceptivité à la pénétration. On remarque ainsi la tige du melon central dirigée vers une figue fendue et les deux gourdes charnues langoureusement posées sur deux melons qui béent, « se portant, en quelque sorte, au-devant du désir qu’ils font naitre ». Ce symbolisme sexuel ne laisse pas néanmoins d’être très ambigu dans la mesure où le symbolisme sexuel qui s’attache à un fruit comme la grenade est celui de la génération et de la fécondation, mais il peut également être assimilé à une bourse. Tout aussi équivoque est la figue, dont l’éclatement est évocateur du sexe féminin appelant à la pénétration, mais dont l’aspect extérieur est souvent comparé au scrotum. Il n’y a pas jusqu’à cette symbolique même qui n’ait sa part d’amphibologie puisque les fruits dépeints présentent des signes de maladie : la pomme, fruit défendu par excellence, s’avère ainsi piquée de vers ; quant à la peau de la figue, elle présente une excoriation suggestive de l’ulcère syphilitique. Dans la mesure où son imagerie n’est plus confinée aux marges ou éclipsée par la présence humaine, l’érotisation de la nature morte atteint son apogée avec ce tableau qui constitue véritablement la première nature morte érotique autonome de l’histoire de l’art moderne.